# Semialdéhyde succinique
Le semialdéhyde succinique est un composé chimique de formule OHC–CH2–CH2–COOH. C'est un métabolite du γ-aminobutyrate formé sous l'action de la GABA transaminase (en) et est oxydé pour donner du succinate et entrer dans le cycle de Krebs.